# Tereza Švábíková

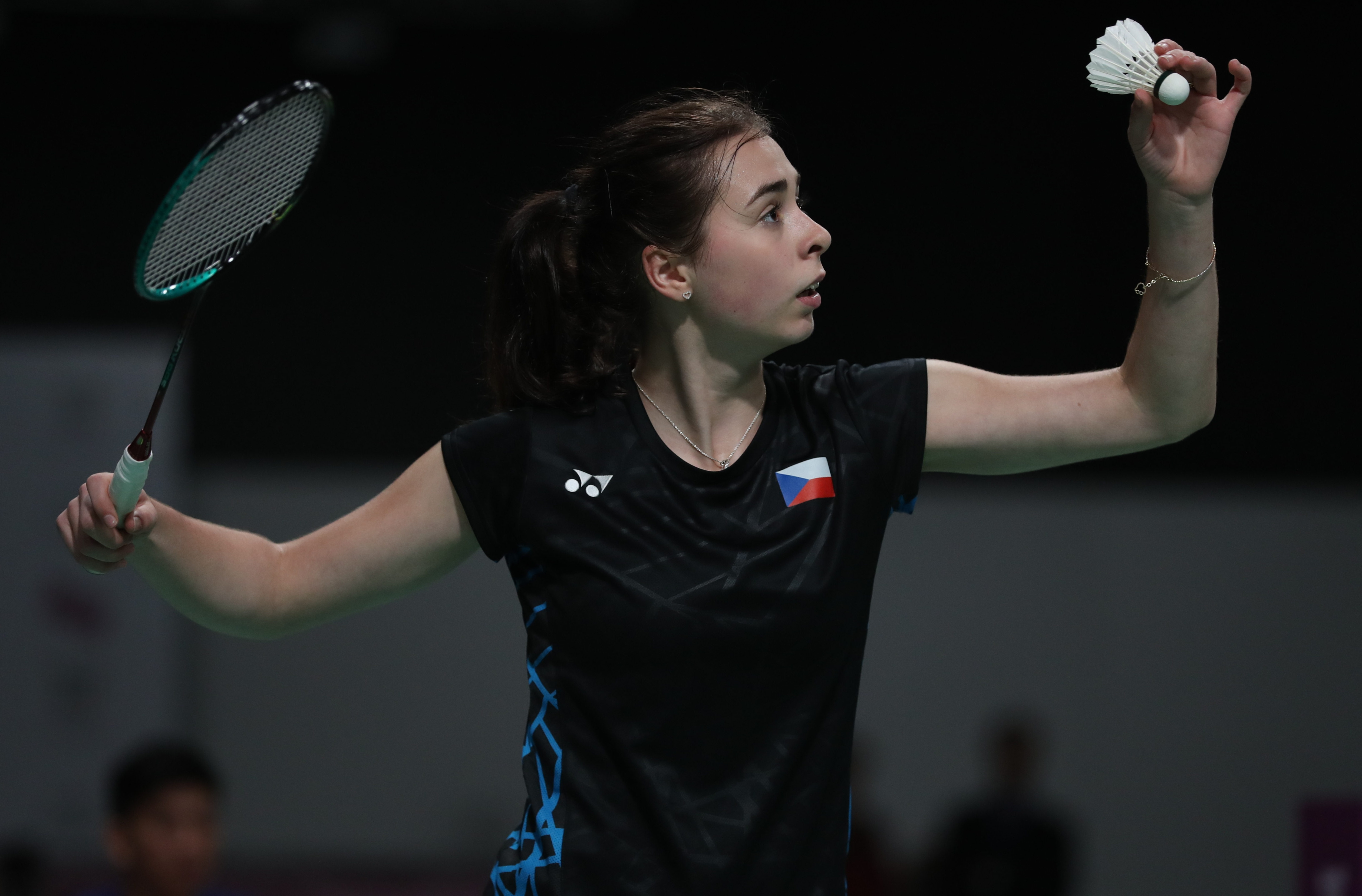
Švábíková bei den Olympischen Jugend-Sommerspielen 2018 in Buenos Aires

Tereza Švábíková (* 14. Mai 2000 in Klimkovice) ist eine tschechische Badmintonspielerin.

## Karriere
Švábíková begann Ende 2008 Badminton zu spielen. Vier Jahre später wurde sie in die tschechische Nationalmannschaft aufgenommen. Ihren ersten Erfolg bei einem internationalen Juniorenturnier erzielte Švábíková bei den Cyprus Juniors, die sie im Einzel und Gemischten Doppel gewinnen konnte. Auch bei der folgenden Austragung des Wettbewerbs konnte sie mit dem ersten Platz im Damendoppel einen Titel erspielen. In ihrer Jugendzeit gewann Švábíková außerdem bei den Slovenian Juniors 2016 und 2017, den Hungarian Juniors und doppelt bei den Romanian Juniors. Bei der Tschechischen Juniorenmeisterschaft siegte sie 2016 außerdem in zwei Disziplinen.
Nachdem sie bei den Riga International, den Polish International und der nationalen Meisterschaft 2016 bereits auf dem Podium stand, trat Švábíková im folgenden Jahr regelmäßiger bei Wettkämpfen im Erwachsenenbereich an. In ihrem Heimatland wurde sie bei den KaBaL International im Damendoppel Dritte und gehörte auch bei den Polish Open zu den besten Drei. Bei den Lithuanian International 2017 erreichte sie im Dameneinzel das Finale, das sie am Anfang des zweiten Satzes aufgeben musste. Im Mixed unterlag sie an der Seite von Filip Budzel im Dritten Satz gegen die irischen Chambers-Geschwister. Auch bei den KaBaL International, den Romanian International 2017 und den Latvia International erreichte Švábíková das Endspiel im Gemischten Doppel, unterlag jedoch bei allen drei Wettkämpfen jeweils im dritten Satz. Des Weiteren konnte sie bei der tschechischen Meisterschaften ihren ersten Titel im Dameneinzel gewinnen.
2018 trat Švábíková als erste Tschechin im Badminton bei Olympischen Jugend-Sommerspielen an. Während sie im Einzelwettbewerb in Buenos Aires knapp in der Gruppenphase scheiterte, gewann sie mit einem internationalen Team die olympische Bronzemedaille beim Mannschaftswettkampf. Bei der nationalen Meisterschaft verteidigte sie ihren Titel im Dameneinzel und erspielte im internationalen Wettbewerb eine Podiumsplatzierungen bei den KaBaL International. Mit Kateřina Tomalová erreichte sie im Jahr darauf das Finale der Carebaco-Meisterschaft, musste dieses jedoch kampflos verloren geben. Mit dem zweiten Platz bei den Suriname International zog sie zum siebten Mal in ein Endspiel eines internationalen Turniers der BWF ein, ohne einen Wettkampf gewinnen zu können. Bei der tschechischen Meisterschaft gelang ihr 2019 erneut die Titelverteidigung. In der nächsten Saison wurde sie bei den Jamaican International Dritte und konnte ein weiteres Mal nationale Meisterin werden. Mit ihren Siegen im Dameneinzel 2021 und 2022 wurde Švábíková sechs Mal in Folge tschechische Meisterin. Im Folgejahr stand sie bei den nationalen Titelkämpfen neben dem Dameneinzel auch im Gemischten Doppel mit Vojtěch Šelong oben auf dem Podium.

## Sportliche Erfolge
| Jahr | Veranstaltung                           | Platz | Disziplin   |
| ---- | --------------------------------------- | ----- | ----------- |
| 2014 | Cyprus Juniors 2014                     | 1.    | Mixed       |
| 2014 | Cyprus Juniors 2014                     | 1.    | Dameneinzel |
| 2015 | Cyprus Juniors 2015                     | 1.    | Damendoppel |
| 2016 | Slovenian Juniors 2016                  | 1.    | Dameneinzel |
| 2016 | Tschechische Juniorenmeisterschaft 2016 | 1.    | Damendoppel |
| 2016 | Tschechische Juniorenmeisterschaft 2016 | 1.    | Dameneinzel |
| 2017 | Slovenian Juniors 2017                  | 1.    | Damendoppel |
| 2017 | Romanian Juniors 2017                   | 1.    | Damendoppel |
| 2017 | Romanian Juniors 2017                   | 1.    | Dameneinzel |

| Jahr | Veranstaltung                       | Platz | Disziplin   |
| ---- | ----------------------------------- | ----- | ----------- |
| 2017 | KaBaL International 2017            | 2.    | Mixed       |
| 2017 | Lithuanian International 2017       | 2.    | Mixed       |
| 2017 | Lithuanian International 2017       | 2.    | Dameneinzel |
| 2017 | Romanian International 2017         | 2.    | Mixed       |
| 2017 | Latvia International 2017           | 2.    | Mixed       |
| 2017 | Tschechische Meisterschaft 2017     | 1.    | Dameneinzel |
| 2018 | Olympische Jugend-Sommerspiele 2018 | 3.    | Mannschaft  |
| 2018 | Tschechische Meisterschaft 2018     | 1.    | Dameneinzel |
| 2019 | Suriname International 2019         | 2.    | Dameneinzel |
| 2019 | Tschechische Meisterschaft 2019     | 1.    | Dameneinzel |
| 2020 | Tschechische Meisterschaft 2020     | 1.    | Dameneinzel |
| 2021 | Tschechische Meisterschaft 2021     | 1.    | Dameneinzel |
| 2022 | Tschechische Meisterschaft 2022     | 1.    | Dameneinzel |
| 2023 | Tschechische Meisterschaft 2023     | 1.    | Mixed       |
| 2023 | Tschechische Meisterschaft 2023     | 1.    | Dameneinzel |